# われは喜びて十字架を負わん
『われは喜びて十字架を負わん』（われはよろこびてじゅうじかをおわん、Ich will den Kreuzstab gerne tragen）BWV56は、バッハが1726年10月27日の三位一体節後第19日曜日のために作曲した教会カンタータ。全5曲からなり、82番とともにバスの独唱カンタータとして重視され、多くのバスやバリトン歌手が歌ってきた曲である。

## 概要
当日の礼拝では、マタイ福音書第9章1-8節を主題とした説教が展開される。中風患者を癒したイエスに対し、律法学者が非難する。イエスは自らがもつ罪を許す権限を知らしめるため、患者に「起きて家に帰れ」と告げるや、患者は快癒して帰宅した。群集はイエスを畏怖し、神を讃美する。この故事を受けて、当日のカンタータは患者の視点から救いを待つものが多いが、56番は福音書とあまりリンクしていない。イエスが船でガリラヤ湖を渡って町に着いたことをテーマにし、人生を船旅になぞらえて、穏やかな入港の時、つまり臨終を希求するものになっている。
自筆の総譜とオリジナルのパート譜で伝承されている。9月8日に初演した35番に続くソロ・カンタータで、7月の170番から翌年2月の82番まで断続的に続くソロ用・対話用カンタータシリーズに含まれる。台本作者は不明。5月から使い始めた「ルードルシュタット詩華撰」が9月で打ち切りとなり、新しい台本集を模索していた頃の作品である。この時期の一部のソロ・カンタータと同様に、アリアとレチタティーヴォの一組に同じ文言のスタンザを組み込んでいるのが特徴である。
バッハは56・82・158・203番の4曲、バス独唱用のカンタータを残している。56番は82番とともに抜群の人気を誇る。1990年代のカウンター・テナーブームの頃に、アルト用として構想された82番はカウンター・テナーも頻繁に歌うようになったが、れっきとしたバス用の56番は、以前と変わらず古今東西のバスおよびバリトンのレパートリーとして重視されている。

## 楽曲構成

### 第1曲 アリア『われは喜びて十字架を負わん』(Ich will den Kreuzstab gerne tragen)
バス・オーボエ2・オーボエ・ダ・カッチャ・弦楽器・通奏低音、ト短調、3/4拍子
ト短調のスコアは、第5線にシャープ(Kreuz)が1つ記されている。バスのメロディの先駆けとなる伴奏は、5つの上昇音でこのシャープを目指すが、到達するや力尽きてよろめきつつ下降する。バスも伴奏をトレースして、十字架を背負うために五線譜を登り、やはりスラーをともなってよろめく「溜め息のモティーフ」で下っていく。神から渡された試練として、長大な溜め息のモティーフを保持したまま、序盤の歩みを保ち続ける。その試練は神の御国へ導かれるためにあると悟る中盤は、力強い同音保持や明るい和音が各所に聞かれる。終盤は急に三連符へと変化する。そこでは悲しみから解放され、救い主自ら涙を拭う至福の時の夢が明るく歌われる。しかしその時はまだ訪れず、現世の苦難がまだ続いていることを暗示するかのように、冒頭の十字架を目指す伴奏が帰ってくる。

### 第2曲 レチタティーヴォ『わが地上のさすらいは』(Mein Wandel auf der Welt)
バス・チェロ・通奏低音
61番第4曲とともに、音形モティーフの典型として例示されることの多い曲である。序盤から中盤にかけて、チェロが延々と波動オスティナートを流しており、朗誦に盛り込まれた人生の船旅と、それを妨げる荒波を表している。人生の船旅に襲い掛かる荒波の中で、神からの憐れみこそ船を守る錨であることを悟る。厳しい曲調が緩み、セッコのままながら穏やかに「われ汝と共にあり」と福音を聞く。そして入港の時を迎え、チェロの波は消え去る。神の国へ上陸し、住人として列する希望を胸に、メリスマで苦難と戦う決意を表明する。

### 第3曲 アリア『遂に、遂にわが枷は』(Endlich, endlich wird mein Joch)
バス・オーボエ・通奏低音、変ロ長調、4/4拍子
天上ですべての重荷を下ろした魂が飛翔する夢を表したダ・カーポのアリア。オーボエの前奏はバスに継承されるだけではなく、中間部でも伴奏主題として曲中で絶え間なく聴かれる。音域いっぱいを跳ねるメロディに合わせ、華やかなメリスマが全体に施されている。中間部ではメリスマを抑制し、魂の自由を祈願する。それが未だ成就していないことを認識し、その到来をアリオーソで希求したのちに冒頭の反復に移る。

### 第4曲 レチタティーヴォ『わが備えは成りて』(Ich stehe fertig und bereit)
バス・弦楽器・通奏低音
弦楽器をまとったアコンパニヤート。迫る臨終の時を前に、従容と救いの手を待つ心境を語っていく。末尾の2行は第1曲末尾の2行とまったく同じスタンザ。そこで第1曲のメロディを一度再現したうえで、長く低い辞世の言葉を述べてバスは眠りに就く。伴奏はそのまま流れ、余韻を持たせる。

### 第5曲 コラール『来たれ、おお死よ、眠りの兄弟よ』(Komm, o Tod, du Schlafes Bruder)
バス・オーボエ2・「オーボエ・ダ・カッチャ」・弦楽器・通奏低音、ハ短調、4/4拍子
ヨハン・フランクのコラール「汝、おお美わしき世の偉容よ」第6節で、死を迎え入れる心境を促す。原曲とはリズムパターンを変更し、入声はシンコペーションになっている。そのため、スタンザの前半は重厚に、後半は軽快に音が流れている。死を恐れる対象ではなく、神の国へ迎え入れる使者として歓迎する趣旨のコラールを、参列者の視点に敷衍して曲を閉じる。